# Faro di Punta Pezzo
Il faro di Punta Pezzo a Villa San Giovanni è costituito da una torre conica a strisce bianche e rosse, costruita negli anni cinquanta ed alta 23 metri. La lanterna ad ottica rotante emette una luce rossa ogni 15 secondi, visibile per 15 miglia nautiche. In casi eccezionali, per segnalare il divieto di navigazione nello stretto di Messina, la luce è gialla, e visibile per 18 miglia nautiche. 
| Tipo segnalamento   | Località                                      | N° elenco fari | Tipo alimentazione |
| ------------------- | --------------------------------------------- | -------------- | ------------------ |
| Faro Ottica Rotante | Castello Ruffo di Scilla                      | 2712           | Rete               |
| Faro Ottica Rotante | Punta Pezzo                                   | 2720           | Rete               |
| Fanale Verde        | Molo di ponente, Villa SG                     | 2724           | Rete               |
| Fanale Rosso        | Molo di sottoflutto, Villa SG                 | 2726           | Rete               |
| Fanale Verde        | Molo di ponente, porto di Reggio Calabria     | 2728           | Rete               |
| Fanale Rosso        | Molo di sottoflutto, porto di Reggio Calabria | 2732           | Rete               |